# Star (Lied)
Star (englisch für „Stern“)  ist ein Lied der deutschen Pop-Rock-Band Reamonn aus dem Jahr 2003.

## Entstehung und Veröffentlichung
Das Lied wurde von den Reamonn-Mitgliedern Uwe Bossert, Rea Garvey, Mike Gommeringer, Sebastian Padotzke und Philipp Rauenbusch getextet beziehungsweise komponiert. Für die Produktion zeichnete Andreas Herbig, unter dem Pseudonym Boogieman, verantwortlich.
Die Erstveröffentlichung von Star erfolgte als Single am 28. April 2003 bei Virgin Records. Diese erschien als CD-Maxi-Single mit der Albumversion zu Star sowie dem Titel Dreamer Girl als B-Seiten (Katalognummer: 7243 5 47167 2 0). Am 23. Mai 2003 erschien das Lied als Teil von Reamonns dritten Studioalbum Beautiful Sky (Katalognummer: 7243 5 84775 2 8), dessen erste Singleauskopplung es ist.

## Inhalt
Im Lied geht es um das lyrische Ich, das seine Liebe als seinen „Stern“ bezeichnet. Weil das Gegenüber sein Stern geworden sei, ein Leitstern, der ihn anstrahle. Weiter beschreibt es, dass es wenn es sich mal etwas wünsche, wenn es einen Stern blinken sehe, so hofft das lyrische Ich, dass das Gegenüber auf diesem Stern sitzt. („You are my star shining on me now. A love from world's apart. I need for your. You are my shining star.“).

## Chartplatzierungen
| ChartsChartplatzierungen | Höchstplatzierung | Wochen |
| ------------------------ | ----------------- | ------ |
| Deutschland (GfK)        | 23 (12 Wo.)       | 12     |
| Österreich (Ö3)          | 41 (7 Wo.)        | 7      |
| Schweiz (IFPI)           | 39 (11 Wo.)       | 11     |

## Coverversionen
2019 coverte der Comedian und Webvideoproduzent Freshtorge das Lied als Parodie unter dem Titel Ich hab den Test verkackt.